# 레오폴도 로페스

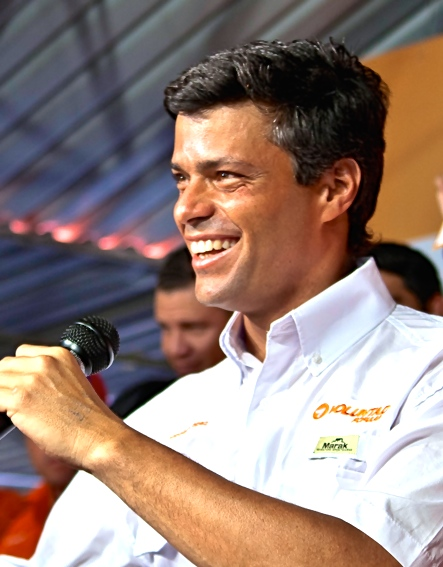
2012년 군중 집회에 참석한 레오폴도 로페스

레오폴도 에두아르도 로페스 멘도사(스페인어: Leopoldo Eduardo López Mendoza, 1971년 4월 29일 ~ )는 베네수엘라의 정치인이다. 니콜라스 마두로 대통령에 대항하며 대중의지의 지도자로 활동하다 폭력 시위를 조장했다는 혐의로 구속되었다. 현재는 대법원 판결에 따라 가택 연금된 상태다.